# Runter mit den Spendierhosen, Unsichtbarer!
Runter mit den Spendierhosen, Unsichtbarer! je deváté studiové album německé punkrockové kapely Die Ärzte. Bylo vydáno 23. října 2000.

## Seznam skladeb
1. „Wie es geht“ (Urlaub) – 3:58
2. „Geld“ (Felsenheimer) – 3:44
3. „Gib mir Zeit“ (Urlaub) – 2:08
4. „Dir“ (Felsenheimer) – 3:39
5. „Mondo Bondage“ (González/Felsenheimer) – 3:01
6. „Onprangering“ (Urlaub) – 3:53
7. „Leichenhalle“ (González, Urlaub, Felsenheimer) – 3:51
8. „Der Optimist“ (Felsenheimer) – 2:36
9. „Alles so einfach“ (Urlaub) – 4:25
10. „N 48.3“ (Urlaub) – 2:51
11. „Manchmal haben Frauen…“ (Felsenheimer) – 4:13
12. „Las Vegas“ (Felsenheimer) – 1:49
13. „Yoko Ono“ (Urlaub) – 0:30
14. „Rock Rendezvous“ (Felsenheimer) – 4:08
15. „Baby“ (Urlaub) – 4:32
16. „Kann es sein?“ (González/Felsenheimer) – 2:47
17. „Ein Sommer nur für mich“ (Urlaub) – 2:51
18. „Rock’n’Roll-Übermensch“ (González, Felsenheimer) – 4:47
19. „Herrliche Jahre“ (Urlaub) – 3:52

## Obsazení
- Farin Urlaub – kytara, zpěv, baskytara
- Bela B. – bicí, zpěv
- Rodrigo González – baskytara, zpěv, kytara